# Ariany
Ariany ist eine Gemeinde auf der spanischen Baleareninsel Mallorca. Sie liegt im östlichen Teil der Insel, an der Straße von Petra nach Santa Margalida. Auf einer Fläche von 22,72 km² leben 1.018 Einwohner (Stand: 2024), davon 763 im gleichnamigen Ort (Stand 2008). Im Jahr 2006 betrug der Ausländeranteil der Gemeinde 10,4 % (80), der Anteil deutscher Einwohner 2,1 % (16).

## Geschichte
Archäologische Funde zeugen davon, dass die Gegend um Ariany schon zu prähistorischen (Talayot-Kultur) Zeiten bewohnt war. Unter Jaume I., dem Eroberer Mallorcas, wird die Ansiedlung unter ihrem heutigen Namen erwähnt. Ab dem 16. Jahrhundert untersteht sie der Familie Cotoner, die Philipp V. als Gegenleistung für die Unterstützung, den diese Familie den Bourbonen im Spanischen Erbfolgekrieg gewährt, zu Markgrafen ernennt. Rund um s’Auberg und den alten Weg de sa Marquesa hat sich die Ortschaft entwickelt. Sehenswert ist das alte Portal mit Wölbsteinen. Der Gemeindeweg verband einst die Häuser von s’Auberg mit Son Sureda in Manacor.
Im Jahr 1982 trennt sich der Ort von Petra, dessen Gemeinde er bis dahin angehört hatte.
Heutzutage hat sich die Gemeinde der verwaltungspolitischen Vereinigung der Mancomunitat Pla de Mallorca angeschlossen.

## Sehenswürdigkeiten
Die Kirche Nuestra Señora d’Atocha, das ursprüngliche Gotteshaus aus dem Jahre 1570, wurde der Weißen Madonna gewidmet.
Philipp V. ernannte 1717 Marc Antoni Cotoner, Herr über Grund und Boden von Ariany, als Gegenleistung für dessen Unterstützung an die Bourbonen während des Spanischen Erbfolgekrieges zum Markgrafen. Der gewöhnlich in Madrid residierende Markgraf stiftete dafür dem Volk eine neue Kirche, die 1737 fertiggestellt wurde, sowie eine Replik des madrilenischen Madonnenbildnis von Atocha, das der Kirche auch den neuen Namen gab. In den Jahren 1908 bis 1913 erhielt die Kirche mit dem Bau der Kuppel und des Glockenturms ihr heutiges Gesicht.

### Wegkreuze
Unter den drei die Landschaft von Ariany schmückenden Wegekreuze ist das klassizistische Sa Creu, im Jahre 1856 aus Sandstein erbaut, das älteste.
An der Straße nach Maria steht das Creu de les Voltes de Son Bonany, das im Jahre 1969 zum Gedenken an den Rektor von Ariany Martí Truyols errichtet wurde.
Das modernste Kreuz ist das Creu de la Plaça de l’Església, von Gabriel Mateu im Jahre 1979 erbaut.

### Windmühlen
Sieben Windmühlen sind Ariany erhalten geblieben:
- Molí d’en Marinero, Baujahr: 1920
- Molí d’en Rigo, Baujahr: 1920
- Molí d’en Guillem Gener.
- Molí d’en Bernat Gener, Baujahr: 1910
- Molí de ses comunes oder d’en Xarop, Baujahr: 1920
- Molí d’en Piuló, Baujahr: 1919
- Molí de Sa Cabaneta.

## Sonstiges
- Pous Bô i Jurà: Die gute Wasserqualität hat dem Pou Bó („der gute Brunnen“) seinen Namen gegeben.
- Pou Jurà: Die Qualität dieses Brunnens ist hingegen minderwertig, weshalb dieses Wasser für das Vieh und zum Wäschewaschen benutzt wurde.
- S’Aljub: Die Zisterne auf dem Dorfplatz wurde Ende des vergangenen Jahrhunderts zur Regenwassergewinnung für das Dorf gebaut. Sie kann bis zu 800.000 Liter aufnehmen.

### Feste
- 17. Januar: Fest des Sant Antoni mit Freudenfeuern in den Dorfgassen.
- Letzter Sonntag im Juli: Gemeindefest.
- Letzter Sonntag im August: Fest zu Ehren der Mare de Déu d’Atocha, seit 1717 Schutzheilige des Ortes.